# Blooddrunk
Blooddrunk er det sjette studiealbum fra det finske melodiske dødsmetal band Children of Bodom, udgivet i Finland 9. april 2008 og i resten af verden få dage senere.
Musikalsk er albummet en mellemting mellem de tidlige albums instrumentale virtuositet og de senere albums mere ligefremme og simple heavy metal. Derudover er albummet mere præget af progressiv metal end noget tidligere Children of Bodom-album.
Blooddrunk solgte til guld i Finland allerede før albummet blev udgivet, alene baseret på forudbestillinger.

## Produktion
Som det første Children of Bodom-album nogensinde blev Blooddrunk indspillet i Petrax Studios. Om valget af pladestudie har Laiho udtalt:
| Citat                          | [...] Det er et stille sted at indspille et album, og vi ville bare gerne have et sted, som lå ude midt i ingenting, hvor du ikke kan lave andet end at indspille, spille, hænge ud og drikke med gutterne og have det hyggeligt uden nogen distraktioner og intet andet end det. Det ville aldrig have fungeret for os at indspille i Helsinki. Vi forsøgte det engang, men jeg tror at det stank alligevel. | Citat |
| Alexi Laiho om Petrax Studios. | |       |

Bandet havde ti sange klar til albummet, men reducerede antallet til ni, da de ikke mente, at det tiende nummer var godt nok til at komme med på albummet. Dele af den tiende sang blev i stedet skrevet ind i den niende sang, "Roadkill Morning".
Ultimate-Guitar har rost albummets miksing (som blev lavet af produceren Mikko Karmila): "Miksingen var et af albummets højdepunkter, og hvert enkelt riff kommer smukt op til overfladen. Du hører hver en node eller beat, og intet bandmedlem bliver overskygget. Vokalen er den eneste del som skjules en smule, men det [...] er ikke det værste."

## Modtagelse
Blooddrunk blev ved sin udgivelse bedre modtaget end sin forgænger, Are You Dead Yet?. Music Emissions beskrev albummet som "bedre end Are You Dead Yet? i alle henseender" og roste det for dets "store thrashede riffs" og innovative guitarsoloer. Laihos vokal blev også rost for at være specielt god, omend en smule monoton, på albummet.
Kerrang! har skrevet: "Blooddrunk fortsætter nærmest der, hvor Hate Crew Deathroll stoppede".
Metal Underground har rost albummet og blandt andet skrevet, at Children of Bodom "graver sig delvist tilbage til deres rødder og udvisker linjerne, som deler deres finske og amerikanske påvirkninger", gav det fire ud af fem stjerner og skrev at det var et "must have" for alle fans af Children of Bodom. Dog blev albummet kritiseret for at være under 37 minutter langt.
Albummet solgte til guld allerede før udgivelsen, alene baseret på forudbestillinger.
Det stormede ved sin udgivelse ind på førstepladsen på den finske hitliste – præcis lige som både Hate Crew Deathroll og Are You Dead Yet? havde gjort før det. Der lå det i to uger, før det langsomt begyndte at rykke nedad på listen.
Den bedste placering udenfor Finland fik albummet i Canada, hvor det blev nr. 7, og i Tyskland, hvor det lå nr. 10 i en uge.
Derudover blev Blooddrunk også Children of Bodoms første album til at komme på hitlisten i lande som Norge og Australien. Det nåede også gode placeringer i Østrig, Sverige og Storbritannien.
Albummet har ifølge IFPI solgt over 18.750 plader alene i Finland.

## Musikalsk stil
Alexi Laiho udtalte allerede inden udgivelsen af Blooddrunk, at han følte sig meget aggressiv under sangskrivningen, og at numrene derfor ville blive hurtigere og mere thrash metal-agtige end sangene på bandets forrige udgivelse, Are You Dead Yet?. Han sagde også, at dele af albummet ville være mere progressive.
Han har senere i et interview sagt: 
| Citat                                            | Jeg tror at Are You Dead Yet? har en mørkere "vibe" i sig, og det var også mere mid-tempo musik sammenlignet med Blooddrunk. Blooddrunk er meget hurtigere og et spark i ansigtet, men på samme tid er det også meget musikalsk med mange melodier. Og det er ret catchy. | Citat |
| Alexi Laiho om den musikalske stil på Blooddrunk | |       |

På forgængeren, Are You Dead Yet?, prøvede Children of Bodom en ny tilgang til musikken og opnåede derved mange nye fans, specielt i Nordamerika. Dette gjorde dog, at en del af bandets tidligere fans forlod dem. Metal Underground har skrevet:
| Citat                                        | Are You Dead Yet? skabte en kløft mellem fans, som foretrak deres gamle neoklassiske stil, og dem, som blev tiltrukket af de tungere, men mere simple, sangstrukturer på Are You Dead Yet? [På Blooddrunk] ser vi Alexi Laiho og bandet forsøge både at tilfredsstille gamle og nye fans. | Citat |
| Anmelder på Metal Underground om Blooddrunk. | |       |

Metal Underground skrev også, at "Bodom udskifter de tidligere udgivelsers virtuose fremvisninger af fart med simplere sangstrukturer, som sammensmelter brutalitet med en stærk fornemmelse for melodi."
Man kan på albummet mærke en stærk påvirkning fra NWOAHM, samt, ligesom på Are You Dead Yet?, spore en indflydelse fra Iron Maiden, og i øvrigt også fra NWOBHM som helhed.
Ultimate-Guitar har skrevet, at de progressive elementer er så tydelige på albummet, at man nogle gange skulle tro, at man lyttede til Dream Theater, samt at sangstrukturerne i det hele taget er meget Dream Theater-agtige. Dog får man også "en tung dosis ligefrem power eller thrash metal til at matche det progressive."
Mange af albummets sangtekster beskriver oplevelser fra frontmand Alexi Laihos eget liv – specielt hans ungdom og de mange problemer han havde dengang. Han har selv udtalt:
| Citat                                       | Det inkluderer ting, som jeg har gjort før, og tekstmæssigt er de fleste af sangene meget fucking personlige for mig. En dag vågner du op og indser, at du har været en bestemt form for menneske, og det er overraskende, hvordan du kan finde så meget tekst at skrive om. Det er derfor... Jeg tror, at faktum er, at du skal leve, og så kan du skrive. Jeg mener, hvis du ikke fucking lever, så vil du heller ikke få noget lort at skrive om. | Citat |
| Alexi Laiho om sangteksterne på Blooddrunk. | |       |

## Omslag
Omslaget til Blooddrunk er designet af Jussi Hyttinen, som ikke tidligere har designet nogen Children of Bodom-omslag. Det viser, ligesom alle Children of Bodoms albumomslag, manden med leen. Hans le er tydelig i forgrunden, mens blod sprøjter ud fra den sorte baggrund. Laiho har om omslaget udtalt:
| Citat                              | Mit yndlingsomslag har indtil nu været Hate Crew Deathroll, og jeg tror, at Blooddrunks omslag endda overgår det. Det er ret fucking hardcore. Du bliver dog nødt til at se på det i noget tid, men selvfølgelig kan du se manden med leen bag det hele. Jeg synes, det er ret sejt. | Citat |
| Alexi Laiho om Blooddrunks omslag. | |       |

## Spor
Originale numre
| 1. "Hellhounds on My Trail" – 3:58 Albummets introsang. Indeholder temmelig atypiske, Slayeriske soloer. Raatikainen har udtalt, at denne sang er et godt eksempel på den stil, som bandet har udviklet gennem årene, mens Wirman har sagt, at den musikalsk er en af hans favoritter. Sangen blev spillet på Gigantour 2008. 2. "Blooddrunk" – 4:05 Albummets første single. Sangen starter med en dyster keyboardmelodi. Grupperåb i omkvædet spiller en stor rolle, og Peter Tägtgren deltog personligt i flere af disse råb. Tekstmæssigt omhandler sangen, hvordan man kan være afhængig af at udgyde sit eget blod. 3. "LoBodomy" – 4:24 Teksten er skrevet af Kimberly Goss og omhandler noget så usædvanligt som "frustration over alt det lort, der bliver skrevet på internettet". Sangen indeholder en melodisk del, som minder kraftigt om "You're Better Off Dead!" fra Hate Crew Deathroll. Wirman har udtalt, at "LoBodomy" er den sværeste sang at spille fra albummet. 4. "One Day You Will Cry" – 4:05 Sangen starter med en keyboardintro, som er inspireret af lydsporet til Miami Vice. Det er en af albummets mest lyttervenlige sange, og Wirman har udtalt, at sammenlignet med resten af bandets repertoire er denne sang nærmest pop. 5. "Smile Pretty for the Devil" – 3:54 Den første sang, der blev skrevet til albummet. En hurtig og aggressiv sang, der dog bliver sløvet hen mod slutningen. Laiho har udtalt, at sangen er meget typisk for bandet og er "så Bodom som det kan blive". Skulle oprindeligt have heddet "Pray for the Devil". | 1. "Tie My Rope" – 4:14 Introen minder om "Twin Moons" af Amorphis. Blev oprindeligt indspillet til opsamlingsalbummet Bam Margera's Viva la Bands, vol. 2, men blev indspillet i en helt ny version til Blooddrunk, hvor der blandt andet blev tilføjet en guitarsolo. 2. "Done with Everything, Die for Nothing" – 3:29 Der var en del problemer med sangen, da den måtte ændres, også efter den "endelige" version var blevet indspillet i studiet. Bandet prøvede en masse forskellige riffs og strukturer, men kunne ikke finde noget, som de syntes passede, og Wirman har udtalt, at den lød som en parodi på black metal. Til sidst fandt de på et nyt omkvæd og byggede så sangen op efter det. Dette har ført til en usædvanlig struktur, hvor Laiho blandt andet begynder en solo blot et minut inde i sangen. Sangen er præcis lige så lang som "Bastards of Bodom", det 7. nummer på forgængeren Are You Dead Yet?. 3. "Banned From Heaven" – 5:05 Albummets langsomme sang, som er tæt på at være en ballade à la "Angels Don't Kill" fra Hate Crew Deathroll og "Every Time I Die" fra Follow the Reaper. Instrumenterne skaber en "mørk" atmosfære, der skal passe til sangtekstens historie om en mand, der er så ond at han er bandlyst fra Himmeriget. Sangens anden solo spilles af Latvala. Laiho har udtalt, at sangen er hans yndlingssang at spille, og at den virker som en old-school dødsmetal-ballade. 4. "Roadkill Morning" – 3:32 En aggressiv sang, som indeholder flere eksperimenterende og usædvanlige soloer. Har et tempo, som minder om In Flames' sang "System". Dele af en planlagt 10. sang til albummet blev skrevet ind i denne sang. Skulle oprindeligt have heddet "Good Morning Roadkill". |

Diverse bonusnumre
| - "Silent Scream" – 3:17 En coverversion af et Slayer-nummer fra albummet South of Heaven fra 1988. Indeholder helt andre guitarsoli end det oprindelige nummer gør. Nummeret blev indspillet helt tilbage i 2001 samtidig med indspilningen af "Aces High"-coverversionen fra Follow the Reaper. Denne version af sangen blev tidligere udgivet på den japanske udgave af Hate Crew Deathroll samt Spinefarms sorte lp med samme album. Udgivet på den britiske vinyludgave. - "Just Dropped In" – 2:39 En coverversion af en gammel 60'er-sang, som blev gjort kendt af The First Edition i 1968. Nummeret blev indspillet i 2007 samtidig med "Lookin' Out My Back Door", "Ghost Riders in the Sky" og "War Inside My Mind". Udgivet på den japanske digipak. | - "Ghost Riders in the Sky" – 3:39 En coverversion af en gammel countrysang fra 1940'erne. Sangen blev indspillet i 2007 samtidig med "Just Dropped In", "Lookin' Out My Back Door" og "War Inside My Mind". Det er den coversang som medvirker på flest udgaver af Blooddrunk. Udgivet på Spinefarms digipak, Hellfest bokssæt, den britiske digipak, den britiske Special Edition og den japanske digipak. - "Lookin' Out My Back Door" – 2:08 En coverversion af en Creedence Clearwater Revival-sang fra albummet Cosmo's Factory fra 1970. Sangen blev indspillet i 2007 samtidig med "Just Dropped In", "Ghost Riders in the Sky" og "War Inside My Mind". Den er også blevet brugt som B-side på nogle af udgaverne af singlen "Blooddrunk". Udgivet på den britiske digipak og den britiske Special Edition. |

## Fodnoter
1. 1 2 3 4 5 6 7  Anmeldelse af Blooddrunk på Ultimate Guitar.com
2. 1 2  "Children of the Grave", interview med Children of Bodom i Metal Hammer, april 2008
3. ↑  Med "Silent Scream"-bonusnummer
4. ↑  Med "Ghost Riders in the Sky"-bonusnummer
5. ↑  Med "Ghost Riders in the Sky" og "Just Dropped In" som bonusnumre
6. ↑  Med "Ghost Riders in the Sky" og "Lookin' Out My Back Door" som bonusnumre
7. 1 2 3  "Metal Martyr: Children of Bodoms Bloddrunk already gold in Finland". Arkiveret fra originalen 6. september 2008. Hentet 20. november 2008.
8. 1 2 3 4 5 6 7 8 9 10 11 12 13 14 15  "Scythes of Bodom: Blooddrunk". Arkiveret fra originalen 7. oktober 2008. Hentet 27. juni 2008.
9. 1 2 3 4 5 6 7 8 9 10  Anmeldelse af Blooddrunk på Metal Underground
10. 1 2 3 4 5 6 7  Interview Arkiveret 5. maj 2008 hos  Wayback Machine med Alexi Laiho, december 2007.
11. ↑  Anmeldelse af Blooddrunk Arkiveret 7. juli 2008 hos  Wayback Machine på musicemissions.com
12. ↑  News Arkiveret 20. november 2010 hos  Wayback Machine på Children of Bodoms officielle webside
13. ↑  Blooddrunk på finnishcharts.com.
14. ↑  Arkiveret 26. september 2007 hos  Wayback Machine[ IFPI: Children of Bodoms album
15. ↑  "Blooddrunk at Scythes of Bodom". Arkiveret fra originalen 11. januar 2008. Hentet 2008-01-11.
16. ↑  Murder Archives: Peter Tägtgren (Webside ikke længere tilgængelig)
17. 1 2  Murder Archives: Silent Scream (Webside ikke længere tilgængelig)
18. ↑  Just Dropped In (Webside ikke længere tilgængelig) på Murder Archives